# Орловско-Витебская железная дорога
Орло́вско-Ви́тебская железная дорога — железная дорога, существовавшая в Российской империи. Строилась акционерным обществом, устав которого был утверждён 2 мая 1863 года. В строительстве принимал участие Пётр Ионович Губонин.
Движение на участке Витебск—Рославль было открыто 10 (22) октября 1868 года, а на всём протяжении дороги — 24 ноября (6 декабря) 1868 года.

## История

### Строительство
Первые предложения по строительству железной дороги между Орлом и Витебском начали поступать в 1863 году, когда Орловский губернатор, по представлению П. П. Мельникова, велел начать изыскания по строительству дороги между Орлом и Витебском.
На объявленный конкурс по постройке Орловско-Витебской дороги были сделаны предложения: в ноябре 1864 года иностранцем Исидором Леви; в январе 1865 года Е.Нарышкиным; в феврале 1865 года французом Армадом Букье, в марте 1865 года английским инженером Гаммондом; в июле 1865 года англичанином баронетом сэром Мортоном Пито. Из этих предложений признано наилучшим предложение Пито, с которым и был заключен договор на строительство и владение дорогой от Орла до Витебска 17 декабря 1865 года. По договору он обязался в течение 6 месяцев учредить безымянное общество, на 85 лет с капиталом 6 582 500 фунтов стерлингов путем выпуска акций и облигаций.
Обществу были предоставлены права: обязательного отчуждения земель и имущества под дорогу, бесплатной добычи камня, песка, гравия, глины и извести, беспошлинного ввоза основных средств для постройки дороги, освобождение от гербовых пошлин на образуемый капитал. Право выкупа дороги Правительством определён 35 лет с момента ввода в эксплуатацию, или 40 лет со дня утверждения договора.
Длина дороги составляла 493 версты, с правом увеличения до 500 верст, без увеличения стоимости. Дорога с одним земляным полотном и мостами под один путь. Станций — 19, а именно: 1-го класса — 3, 2-го класса — 5, 3-го класса — 11. Подвижной состав: 80 паровозов, 140 пассажирских и 1266 прочих вагонов.
В связи с неудачей сбора средств и образования Общества к определённому договором сроку 17 июня 1866 года, была дана отсрочка на 3 месяца. После того, по ходатайству Брюссельского банкирского дома «Бишофсгейма и К», срок для образования Общества, по представлению Министерства Финансов, разрешено было продлить до 1 декабря 1866 года. Но так как и к этому сроку Общество не было учреждено, то действие договора было аннулировано.
Начался выкуп земель для прокладки линии дороги, в общей сложности была выделена 41 десятина 703 сажени. Линия проходила по территории некоторых усадеб, по выражению мещан дорога «изуродовала их земельные участки». Они обращались к губернатору за помощью, им выделялась сумма, которой не хватало для постройки новых домов, а значит правительство не сильно задумывалось о вреде дороги для территории.
Планировалось, что дорогу будет строить английская компания «Мюртин Пито», но внезапно она обанкротилась, концессия перешла Орловскому губернскому земству, об этом узнал, благодаря своим связям в министерстве, «русский самородок» П. И. Губонин, который ещё до новости о банкротстве приобрёл участок с лесом около планировавшейся дороги, для заготовки шпал и последующей продажи англичанам. Губонин договаривается с инженером Министерства путей сообщения Казаковым о создании Акционерного общества «П. И. Губонин и Ко», при участии питерского банкира Брандта и варшавского банкира Френкеля. В составленных Губониным условиях дорогу планировалось построить на 2 года быстрее, то есть за 3 года и на 6 миллионов рублей дешевле — доводы показались земским концессионерам вполне убедительными. Строительство шло быстро, так как Губонин имел в достаточном количестве строительные материалы и рабочую силу. Вдоль дороги возникали новые населённые пункты и полустанки. История большинства начиналась с того, что приезжал Губонин, ставил барак, селил туда несколько семей для обслуживания дороги, заправки паровозов водой и дровами. Открытие линии состоялось в 1868 году. Протяжённость её — 487,8 вёрст, затраты — 40 845 065 рублей 78 копеек. Прибыль компании превысила 20 миллионов рублей. Дорога пролегла от Орла через Брянск — Рославль — Смоленск — Витебск, по территории Орловской, Смоленской, Могилёвской и Витебской губерний. Она соединялась рельсовыми путями: В Орле с Московско-Курской и Московско-Грязскою железными дорогами; в Смоленске с Московско-Брестской железной дорогой; в Витебске с Динабурго-Витебской железной дорогой.
Дорога вводилась в эксплуатацию участками: первый участок от Витебска до Рославля открыт для движения 10 октября; второй от Рославля до Орла — 24 ноября 1868 года. Максимальный продольный уклон пути на железной дороге был 8 ‰, наименьший радиус кривых в поворотах — 640 м .

### Функционирование
По дороге ежегодно перевозилось до 500 тысяч человек и 114 миллионов пудов грузов. На ней служило около 4 тысяч человек и на их содержание уходило около 1,5 миллионов рублей ежегодно. Как при строительстве, так и при работе дороги, на всём её протяжении возникали многочисленные лесопилки.
От дороги в разные стороны отходят ветки для доставки древесины, торфа. Крупнейшие из них — линия Жуковка — Клетня и Мальцовская железная дорога (Брянск — Дятьково — Людиново). Последняя являлась первой частной промышленной дорогой России. Её построил С. И. Мальцов за свои деньги, из своего материала и своими рабочими силами в 1878 году. Затраты составили около двух миллионов рублей. Дорога представляла собой однопутку, соединявшую, через лесные чащобы и многочисленные реки, все главнейшие Мальцовские заводы, производившие: механическую, чугунолитейную, фаянсовую и хрустальную продукцию.
После инспекционной проверки в 1880-х, был сделан вывод, что ОВЖД — больное место на всей линии Рига—Царицын. Были сделаны выводы, что: местная погрузка должна быть увеличена более чем на 15 вагонов ежедневно, а это было возможно только с положением второго пути на участке Витебск—Смоленск и созданием 8 разъездов с телеграфными столбами, что и было сделано.
- Вокзал в Витебске. 1904—1917 года
- Вокзал в Смоленске
- Вокзал станции Рославль

### Вхождение в составРиго-Орловскойдороги
Чистый доход с открытия дороги и до выкупа её оказывался недостаточным для покрытия обязательных платежей по капиталам: дорога требовала ежегодных приплат из казны по гарантии. Общая сумма таких приплат, числившаяся долгом за обществом казне, составляла к 1893 году 37 145 658 рублей. Из-за задолженностей общества, его акционеры не были заинтересованы в результатах эксплуатации дороги. Такое ненормальное положение хозяйства общества, невыгоды которого непосредственно отражались на интересах казны, побудило правительство войти в соглашение с обществом о досрочном выкупе дороги. Также первоначальными предпосылками к выкупу железной дороги в казну были:
1. Создание синдиката концессионеров с Поляковым, Губонином и т. д;
2. Неблаговидная роль распределения концессий Александром II;
3. Изменение политики государства в отношении частных дорог.

ОВЖД стала казённой из-за изменения государственной политики по отношению к железным дорогам и собственной убыточности. В 1895 году происходит слияние Риго-Двинской, Двинско-Витебской, Орловско-Витебской железных дорог, находящихся в собственности государства. Таким образом появляется Риго-Орловская железная дорога, главное управление которой располагается в Риге. С момента объединения резко увеличивается грузопоток. Это не случайно, так как строится вторая колея на участке Орёл — Брянск, потребовавшаяся из-за улучшения общеэкономических показателей, объёмов производства зерна и лучшего взаимодействия дороги в единой структуре управления.